# Lysopteryx
Lysopteryx là một chi bướm đêm thuộc họ Geometridae.